# Hispanioryctes wittmeri
Hispanioryctes wittmeri är en skalbaggsart som beskrevs av Henry Fuller Howden och Endrodi 1978. Hispanioryctes wittmeri ingår i släktet Hispanioryctes och familjen Dynastidae. Inga underarter finns listade i Catalogue of Life.